# Manuel Rojas (Fußballspieler)
Manuel Antonio Rojas Zúñiga (* 13. Juni 1954 in Santiago de Chile) ist ein ehemaliger chilenischer Fußballspieler, der vorwiegend im Mittelfeld agierte.

## Laufbahn

### Vereine
Rojas begann seine Profikarriere beim CD Palestino und wechselte zwei Jahre später in die mexikanische Liga, wo er in der Saison 1975/76 zur Meistermannschaft des Club América gehörte.
Nach nur einer Spielzeit kehrte Rojas zum CD Palestino zurück, mit dem er 1978 die chilenische Fußballmeisterschaft gewann. 
Nach einer weiteren Station beim CD Universidad Católica wechselte Rojas 1983 in die Vereinigten Staaten, wo er bis zu seinem Karriereende 1991 für diverse Vereine (sowohl indoor als auch outdoor) tätig war.

### Nationalmannschaft
Zwischen 1977 und 1983 absolvierte Rojas insgesamt 29 Einsätze für die chilenische Nationalmannschaft, bei denen er zwei Tore erzielte. Höhepunkt seiner Nationalmannschaftskarriere war die Teilnahme an der Fußball-Weltmeisterschaft 1982 in Spanien, bei der er im ersten Gruppenspiel gegen Österreich (0:1) eingewechselt wurde.

## Erfolge
- Mexikanischer Meister: 1976
- Chilenischer Meister: 1978